# Амадіус (озеро)
Амадіус — безстічне солоне озеро в центральній частині Австралії. Розташоване за 350 км на південний захід від міста Аліс-Спрингс та близько 50 км на північ від гори Айєрс-Рок. Площа озера становить 1032 км². Через посушливий клімат більшу частину року Амадіус є повністю пересохлим озером, покритим сухою киркою солі. Довжина озера становить 180 км, а ширина 10 км, що робить це озеро найбільшим солоним озером Північної території Австралії. Озеро містить до 600 мільйонів тонн солі, проте їх не використовують за віддаленості від найближчих промислових центрів.
Озеро було вперше досліджено в 1872 році Ернестом Джайлзом, який назвав його на честь савойського герцога, короля Іспанії Амадея І, хоча спочатку він хотів назвати озеро на честь свого благодійника, барона Фердинанда Мюллера.
1. 1 2  GEOnet Names Server — 2018.